# Parc Natural de Sant Llorenç del Munt i l'Obac
El Parc Natural de Sant Llorenç del Munt i l'Obac està format pel massís de Sant Llorenç del Munt i la serra de l'Obac. Té una superfície protegida de 13.694 hectàrees repartides entre les comarques del Bages, el Vallès Occidental i el Moianès. Els seus cims principals són el Montcau (1.056,7 m) i la Mola (1.101,9 m), on hi ha el monestir romànic de Sant Llorenç del Munt, junt amb altres estructures com forns de calç.
El Parc forma part de la Xarxa de Parcs Naturals gestionada per la Diputació de Barcelona. L'interès paisatgístic, biològic i cultural del massís de Sant Llorenç del Munt i la serra de l'Obac va justificar la seva creació com espai protegit, per fomentar l'ús racional del territori i fer possible l'aprofitament ordenat dels seus recursos. A la vegada, el parc respon a la demanda d'equipaments e instal·lacions per a l'esbarjo i la pedagogia en el medi natural.
El primer pla d'ordenació del parc es va fer el juliol de 1972. Un nou pla especial fou aprovat el 1982 per tal d'aturar el desmesurat creixement de les urbanitzacions que l'envoltaven. Finalment, el 1987 fou declarat parc natural per un decret de la Generalitat de Catalunya. El 1998 es va modificar el pla especial per fer una ampliació de 4.055 hectàrees més, fins a les 13.694 actuals. El parc ha estat possible també gràcies a la pressió de defensa feta per les entitats ciutadanes en diferents moments.
Són 12 els municipis que hi tenen part del seu terme municipal: Castellar del Vallès, Granera, Matadepera, Monistrol de Calders, Mura, el Pont de Vilomara i Rocafort, Rellinars, Sant Llorenç Savall, Sant Vicenç de Castellet, Talamanca, Terrassa i Vacarisses.
L'agost de 2003 un gran incendi forestal malmeté la part nord-oriental del parc, a la zona dels termes municipals de Granera, Monistrol de Calders, Mura i Sant Llorenç Savall, on s'inicià el foc.

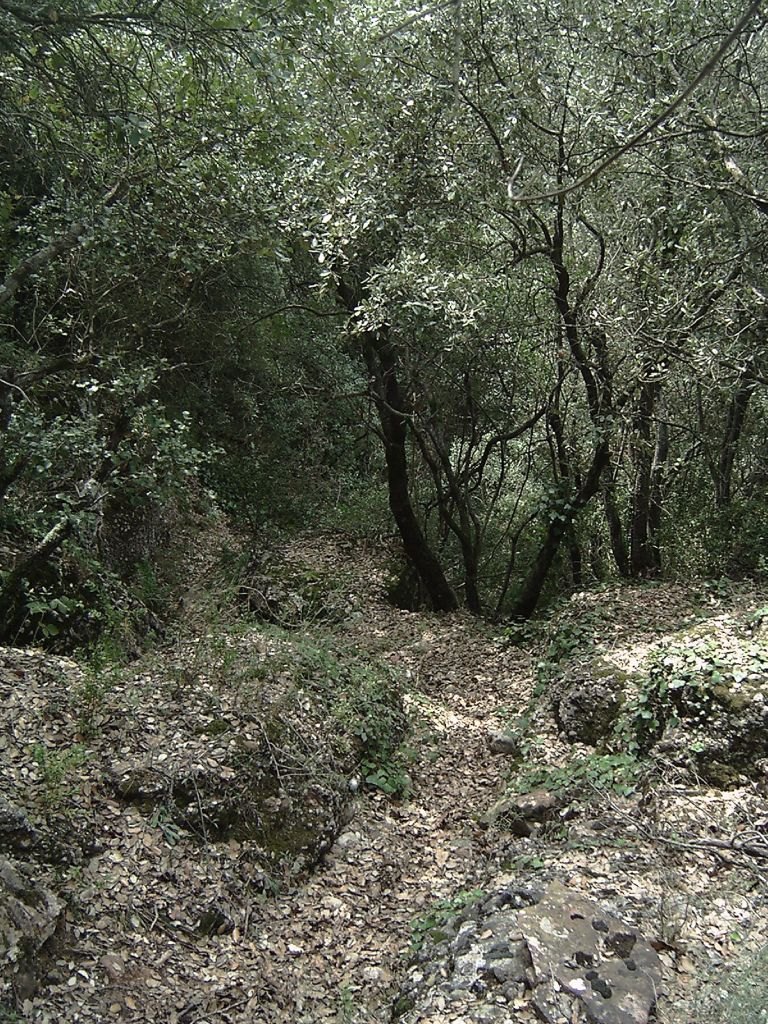
L'alzinar és la vegetació característica de les zones altes d'obaga.

## Geologia
El parc integra dos massissos, el de Sant Llorenç del Munt, que culmina als cims ja esmentats de la Mola i el Montcau, amb més de mil metres cadascun, i la serra de l'Obac, no tan elevada; els seus pics més alts són el Castellsapera (939,3 msnm), el turó del Castellar (931 msnm) i el turó de Tres Creus (929,7 msnm). Tots dos conjunts muntanyosos estan separats al sud per la riera de les Arenes (afluent de la riera de Rubí) i al nord pel torrent d'Estenalles. El punt central del parc és el coll d'Estenalles (870,4 m), on hi ha un centre d'informació.
L'orografia de tota aquesta àrea és molt escarpada, plena de cingles i canals, amb torrents i rieres en totes direccions. Geològicament hi predominen els conglomerats, que formen un relleu semblant al veí massís de Montserrat.
Té clima mediterrani subhumit. Per això el principal bosc que s'hi desenvolupa és l'alzinar i també les pinedes, encara que hi ha importants rouredes, com la de les Teixoneres o la del sot de la Bóta.

## Vegetació

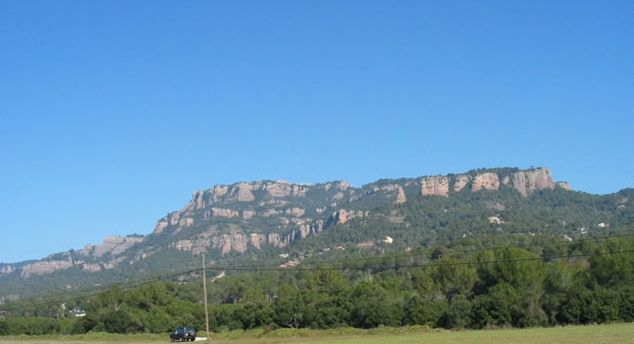
El massís de Sant Llorenç del Munt, amb el cim de la Mola.

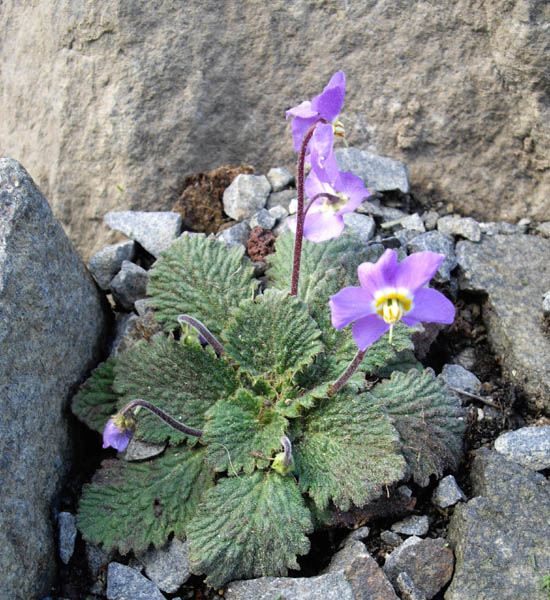
Ramonda myconi, anomenada popularment orella d'os; fòssil vivent del Cenozoic.

La base del massís està ocupada per pinedes de pi blanc (Pinus halepensis), molt resistents a l'escassetat d'aigua i que arriben fins als 600 metres d'altitud, essent substituïts sovint a les zones més obagues i/o altes pel pi roig (Pinus sylvestris) i la pinassa (Pinus nigra). Aquestes pinedes, en la seva major part, són fruit de la transformació humana del bosc primitiu i en moltes àrees apareixen barrejats amb alzines (Quercus ilex) i arbusts mediterranis com el bruc (Erica) i l'arboç (Arbutus unedo). Els alzinars constitueixen la vegetació característica i més estesa del parc natural, que per sobre dels 800 metres s'enriqueix amb espècies pròpies dels llocs humits com la moixera (Sorbus), el boix (Buxus) i el roure (Quercus) -que forma alguns boscos molt interessants, com les Teixoneres o el soto de la Bota-. A les canals més obagues apareixen clapes ocupades per avellaners (Corylus avellana), on s'arreceren plantes pròpies de la regió centreeuropea, que constitueixen els reductes més meridionals de la seva distribució.
Als roqueters i a les cingleres creixen diverses plantes de gran interès, adaptades a condicions extremes. Típiques de llocs amb poc sòl i orientats al nord són el fòssil vivent anomenat orella d'os (Ramonda myconi), l'endèmica corona de reina (Saxifraga callosa ssp. catalaunica), el polipodio comú (una falguera, Polypodium vulgare) o la campaneta. En els pedregars de solana abunden a la primavera l'aromàtica farigola (Thymus vulgaris), l'Onosma tricerosperma, el Lliri de Sant Bru (Anthericum liliago), el tulipa (Tulipa sylvestris ssp. australis) o la Nadala menuda (Narcissus dubius). Entre les plantes perennes destaquen algunes de fulles carnoses, adaptades a la sequera com el crespinell (Sedum sp.), l'enciam silvestre (Lactuca perennis) i els conillets (Antirrhinum majus).

## Fauna
L'existència de grans masses forestals que alternen amb esplèndides cingleres i espadats que s'alcen majestuosament damunt la plana ofereixen unes condicions òptimes per al refugi, la cria, la hivernada i el pas de nombroses espècies vertebrades. Per la gran variabilitat d'ambients ecològics presents en els terrenys del parc, s'hi poden diferenciar clarament diverses comunitats faunístiques ben particulars. Així, des dels típics habitants rupícoles fins als animals dels conreus propers a les masies passant per la fauna pròpiament boscana, es comptabilitzen un nombre força considerable d'espècies animals (prop de dos centenars de vertebrats), la majoria d'un gran interès.

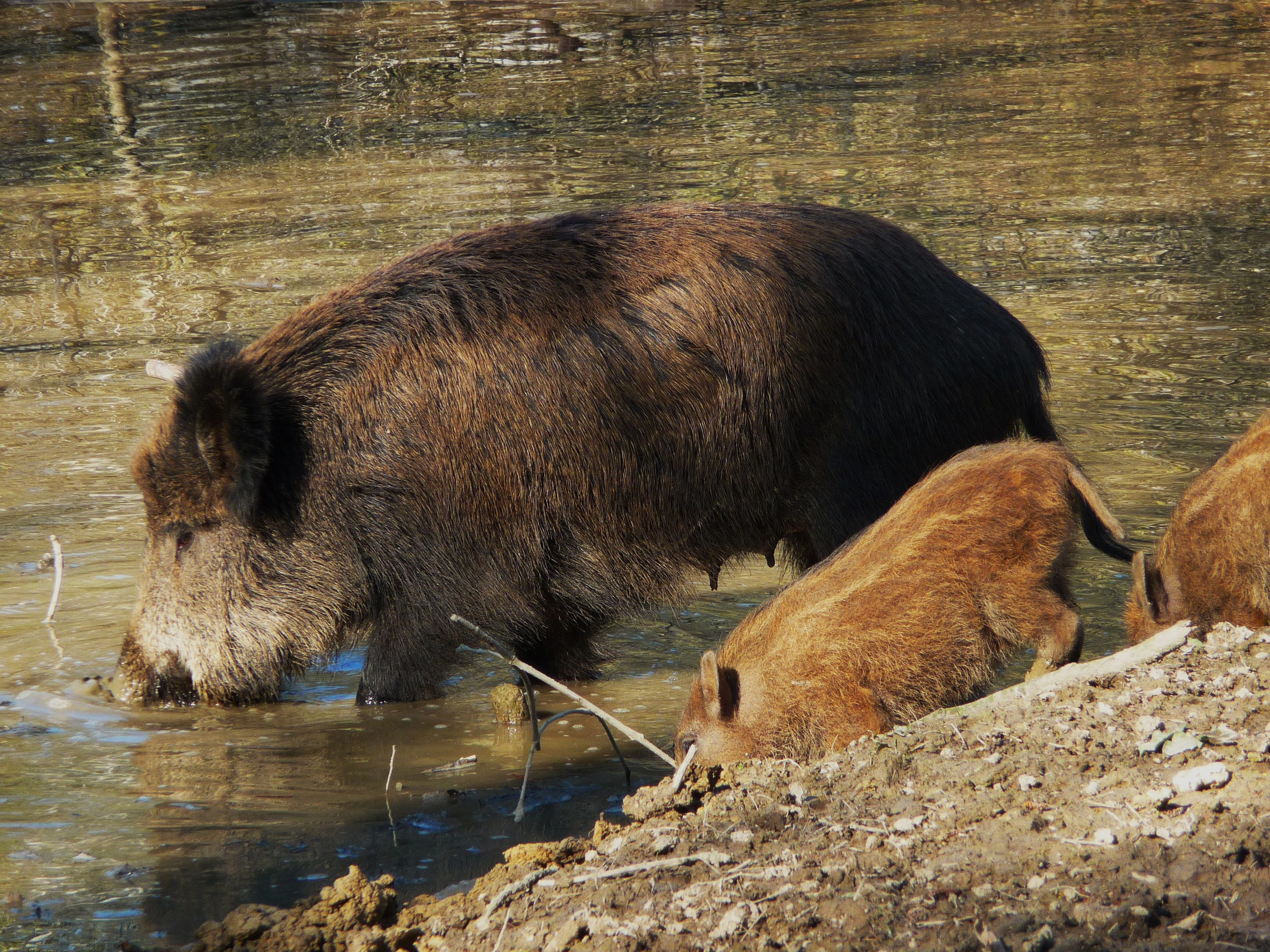
Senglar femella amb els seus garrins.

Una de les espècies de mamífers que ha vist més incrementada la seva presència al parc els darrers anys és el senglar (Sus scrofa), del qual se'n poden veure força rastres (fins i tot en els camins) malgrat la pressió cinegètica a què han estat sotmesos. No és rar sorprendre algun esquirol comú(Sciurus vulgaris) saltant entre les branques, o conills (Orictolagus cuniculus) en els pedregars de la carena. Cal fer ressaltar la importància ecològica dels mamífers carnívors que controlen l'equilibri en les diferents comunitats; aquest és el cas de la fagina (Martes foina), el gat mesquer (Genetta genetta), la guineu (Vulpes vulpes) i el toixó (Meles meles) entre d'altres, de costums nocturns o crepusculars, cosa que en dificulta l'observació. També hi ha algunes colònies hivernants de ratpenat de cova de Schreibers (Miniopterus schreibersii).
Les aus representen el grup més nombrós dels vertebrats del massís. Les més comunes són la merla (Turdus merula), el tudó (Columba palumbus), el gaig (Garrulus glandarius), el pit-roig (Erithacus rubecula) i les mallerengues (Parus spp.), que hi crien. A les parts baixes del massís hi abunden el pinsà (Fringilla coelebs), la cadernera (Carduelis carduelis), els sits (Emberiza spp.), la puput (Upupa epops) i el tord (Turdus philomelos), que nidifica en un dels seus límits més meridionals a la Península.

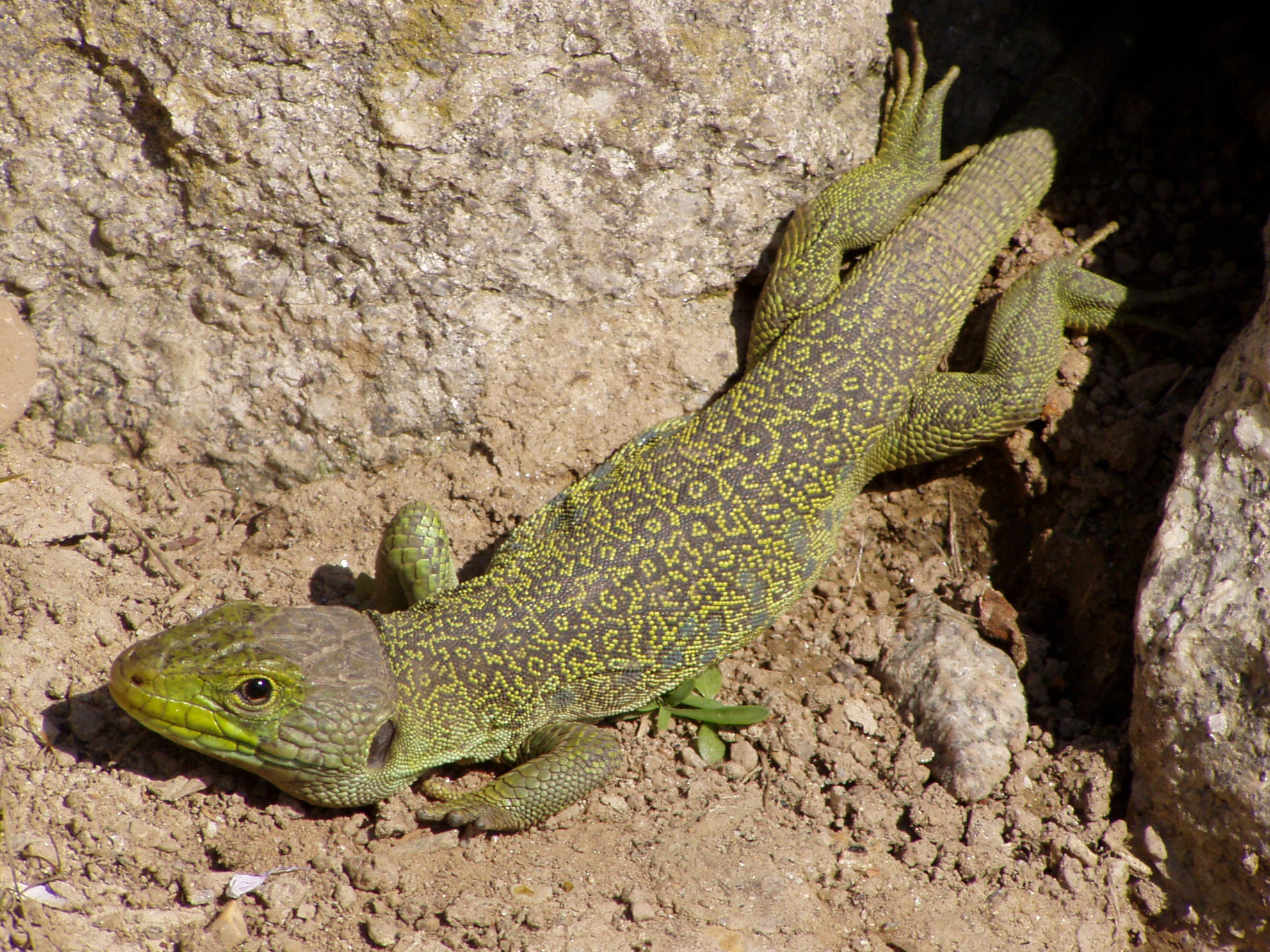
Llangardaix ocel·lat.

De tant en tant, apareixen al cel alguns rapinyaires com l'àliga perdiuera (Hieraaetus fasciatus), astors (Accipiter gentilis), esparvers i falcònids; molt excepcionalment es poden contemplar voltors (Gyps fulvus) i, potser, l'àliga daurada (Aquila chrysaetos), extints ambdós com a nidificants. També cal remarcar la presència d'algunes parelles de ducs (Bubo bubo), que han desaparegut en gran part d'Europa, mentre que aquí són presents encara en els penyals més feréstecs de les canals.
Per les brolles i pinedes, hi sovintegen la serp verda (Malpolon monspessulanus) i la serp blanca (Elaphe scalaris). Tampoc no és rar sorprendre, entre els pedregosos careners del parc el llangardaix ocel·lat (Timon lepidus) i l'escurçó (Vipera latasti).
En moltes de les fonts que hi ha a la muntanya, hi creixen larves de la vistosa salamandra (Salamandra salamandra), així com capgrossos de diferents espècies de gripaus (Bufo, Alytes, p. ex.).

## Ocupació humana

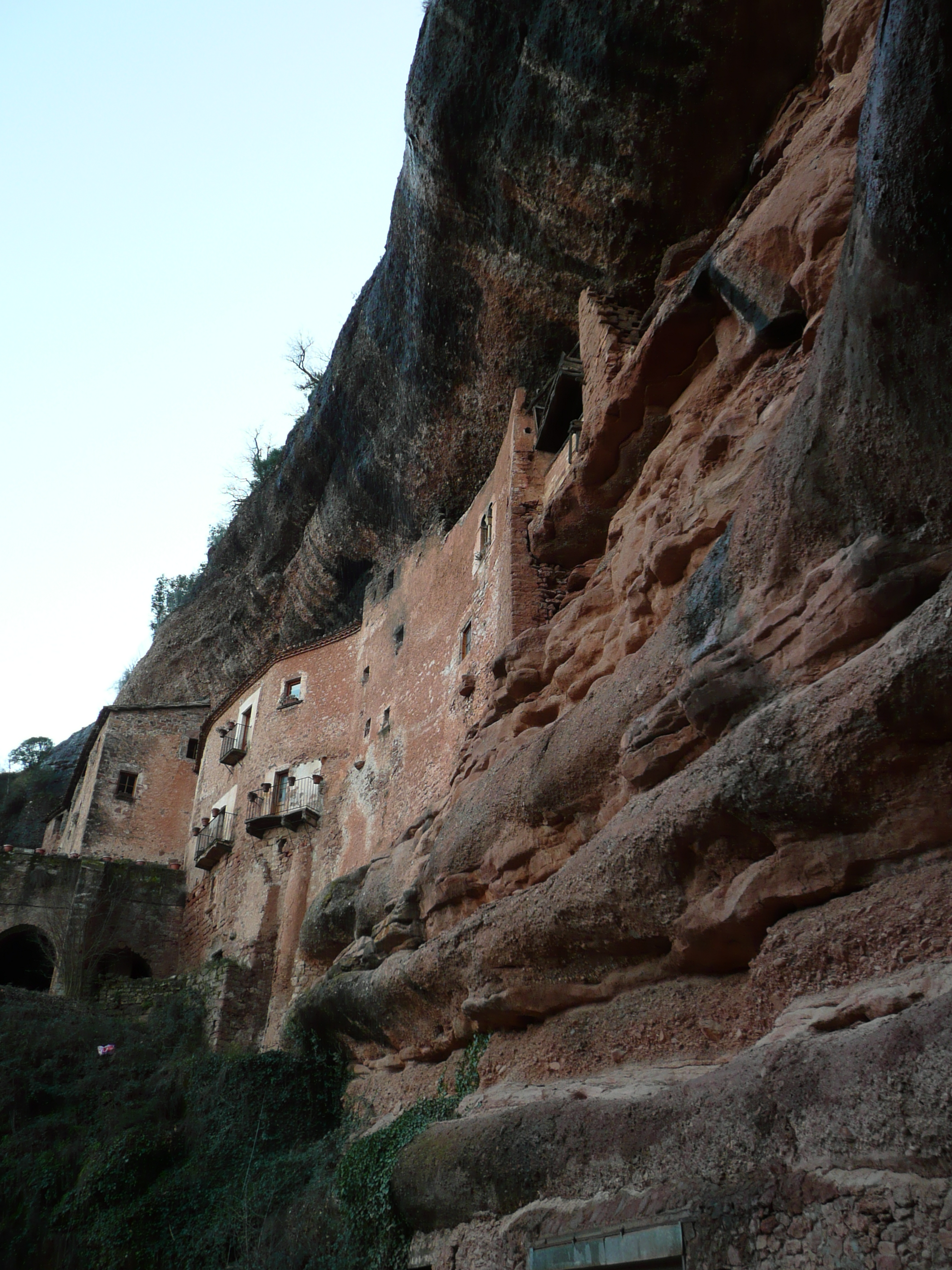
El Puig de la Balma és una masia del construïda aprofitant una balma (Mura).

L'assentament humà en ambdós massisos és conegut ja a la Prehistòria. Al llarg dels segles es van anar acumulant moltes restes que fan testimoni de les ocupacions dels diferents períodes històrics. A les cova del Frare i la cova Simanya s'han trobat fragments ceràmics i altres elements corresponents al Neolític antic i final, al Calcolític, a l'edat del bronze, al període ibèric i a l'edat mitjana. Molt a prop de la segona cova, al coll d'Eres (ambdós llocs al peu del Montcau), es van trobar quatre sepulcres de cista identificats com a visigots mercès a una fíbula de bronze.
De tots aquests períodes, el que va deixar una petjada més profunda és l'alta edat mitjana, etapa en què es van començar a formar a la rodalia del massís la major part dels nuclis habitats que constitueixen els pobles i ciutats d'avui dia.
Entre els elements més destacables hi ha esglésies romàniques com la Mare de Déu de les Arenes (anomenada ja el 1121) i, molt especialment, el monestir de Sant Llorenç del Munt, situat al cim de la Mola. Existiren tres esglésies o capelles dit cim des de 947 i 957 (depenent dels autors), encara que l'edifici romànic que va arribar als nostres dies es va començar a construir, probablement, el 1045, essent consagrat l'any 1064. La seva església és una reproducció exacta (a mida reduïda) del monestir de Sant Cugat del Vallès. Ben aviat va començar la seva decadència, encara que fou habitat fins a 1637, essent després abandonat. El 30 de març de 1809 les tropes de l'exèrcit de Napoleó van destruir el que encara restava en peu.
També hauríem de ressaltar els nombrosos castells i torres fortificades que foren construïdes entre els segles IX-XII. A més dels castells de Mura i Pera (les seves primeres referències escrites daten del 978) o Rocamur (citat el 1055), construïts a sobre de cingles al voltant del Montcau i ara en estat ruïnós, a la rodalia del parc hi ha interessants exemples com els de Castellar del Vallès, Rocafort, Talamanca o Castellbell i el Vilar.

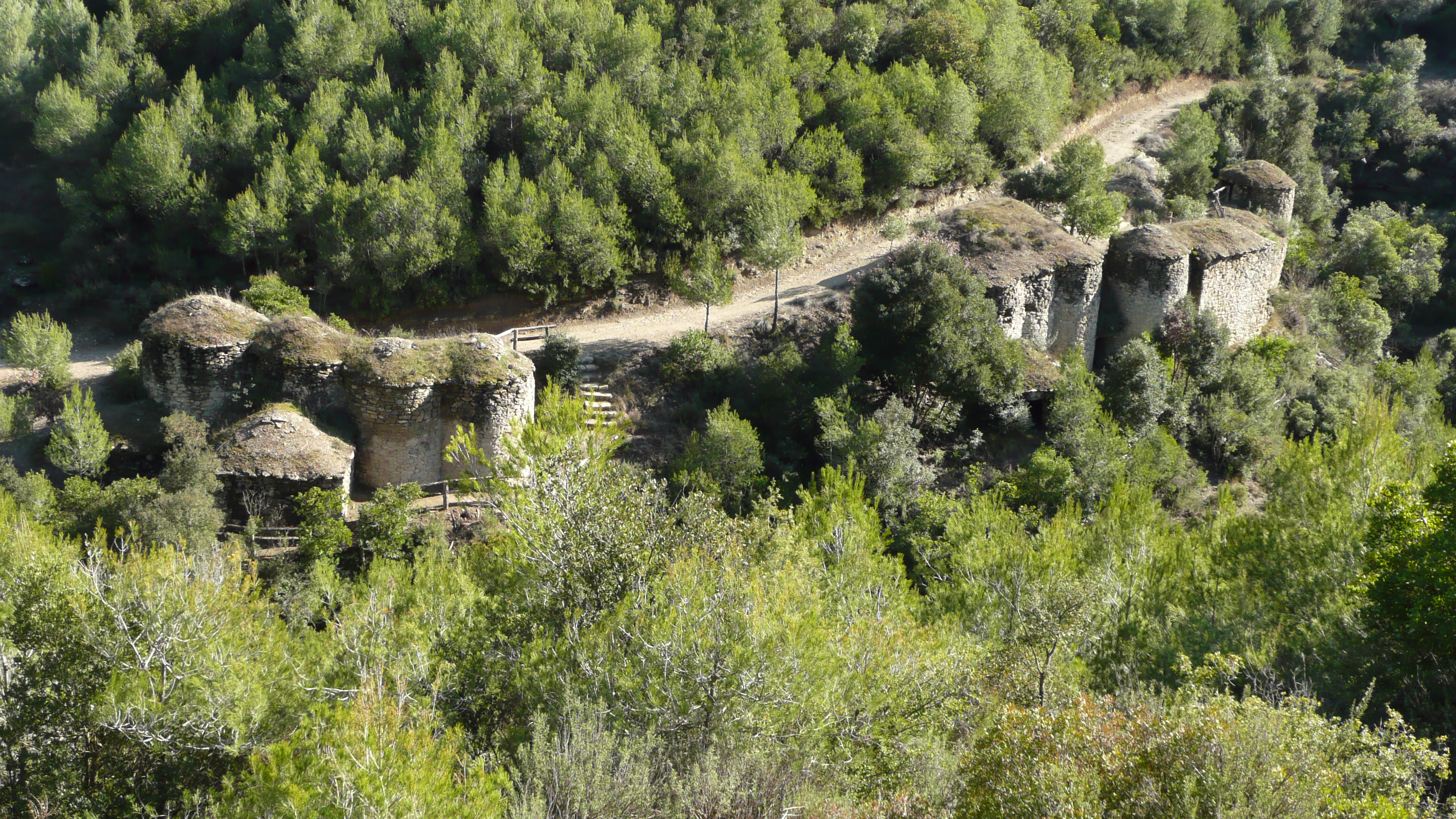
Conjunt de les tines de l'Escudelleta, construït al (El Pont de Vilomara i Rocafort).

Hi a també nombroses masies datades al segle xiv o encara més velles (algunes d'elles fortificades, com el Puig de la Balma) i molts més vestigis que les activitats dels seus residents van deixar al llarg del temps:
- traces de carboneres, on es feia carbó vegetal;
- pous de glaç, que s'omplien de neu o gel a l'hivern per tal de disposar-ne durant la resta de l'any;
- forns de calç;
- murs de pedra seca i tines enmig de les vinyes de les valls del Montcau, testimonis del conreu de la vinya.[11][12]

La pagesia, abans estesa per tot el massís i avui dia residual, és encara hereva d'unes tradicions i una cultura de profundes arrels. Aquests camperols van produir una llarga llista de llegendes relacionades amb la muntanya, entre les que ressalta la del drac de Sant Llorenç, monstre que s'arrecerava a prop de La Mola i que fou mort en lluita singular pel comte de Barcelona Guifré. Altres narracions que van arribar als nostres dies són les del Pere penitent, Marieta la cega, el llamp de Sant Joan, els moneders falsos dels Òbits, els tres dimonis del Borrell, el bandoler Capablanca, etc.